# الناصرة (الدقهلية)
قرية الناصرة هي إحدى القرى التابعة لمركز محلة دمنة في محافظة الدقهلية في جمهورية مصر العربية. 

## السكان
حسب إحصاءات سنة 2006م، بلغ إجمالي السكان في الناصرة 2550 نسمة، منهم 1287 رجل و1263 امرأة. وفي تعداد سنة 2018م، بلغ تعداد سكانها 3532 نسمة، منهم 1838 رجل و1694 امرأة.